# Dirk VI av Holland
Dirk VI av Holland, född 1114, död 1157, var regerande greve av Holland 1121–1157.